# Рендолф (Нью-Йорк)
Рендолф (англ. Randolph) — місто (англ. town) в США, в окрузі Каттарогус штату Нью-Йорк. Населення — 2469 осіб (2020).

## Демографія
Згідно з переписом 2010 року, у місті мешкали 2602 особи в 998 домогосподарствах у складі 680 родин. Було 1150 помешкань
Расовий склад населення:
| - 97,0 % — білих - 0,6 % — чорних або афроамериканців - 0,5 % — корінних американців - 0,3 % — азіатів - 0,1 % — вихідців з тихоокеанських островів |

До двох чи більше рас належало 1,4 %. Частка іспаномовних становила 2,3 % від усіх жителів.
За віковим діапазоном населення розподілялося таким чином: 26,7 % — особи молодші 18 років, 56,0 % — особи у віці 18—64 років, 17,3 % — особи у віці 65 років та старші. Медіана віку мешканця становила 40,1 року. На 100 осіб жіночої статі у місті припадало 103,6 чоловіків;  на 100 жінок у віці від 18 років та старших — 98,3 чоловіків також старших 18 років.
Середній дохід на одне домашнє господарство  становив 54 455 доларів США (медіана — 38 859), а середній дохід на одну сім'ю — 66 820 доларів (медіана — 58 000). Медіана доходів становила 37 361 долар для чоловіків та 36 202 долари для жінок. За межею бідності перебувало 14,8 % осіб, у тому числі 15,5 % дітей у віці до 18 років та 6,8 % осіб у віці 65 років та старших.
Цивільне працевлаштоване населення становило 1067 осіб. Основні галузі зайнятості: освіта, охорона здоров'я та соціальна допомога — 29,3 %, виробництво — 20,5 %, мистецтво, розваги та відпочинок — 13,8 %, роздрібна торгівля — 12,3 %.